# Фёдоров, Владимир Иванович (футболист)
Владимир Иванович Фёдоров (5 января 1955, Ташкентская область — 11 августа 1979, Днепропетровская область) — советский футболист, нападающий, мастер спорта СССР международного класса (1976).

## Биография
Воспитанник детской команды колхоза имени Свердлова Ташкентской области Узбекской ССР. Первые тренеры — И. Ташмухамедов, В. Ятченко, Я. Аронович.
В 1972 году Федоров был рекомендован в юношескую сборную СССР, в составе которой он дебютировал на международном турнире в Ашхабаде.
В том же году дебютировал в «Пахтакоре», когда ташкентская команда впервые выступила в первой лиге. Пришедший к руководству коллективом тренер В. Соловьёв сразу же доверил место в основном составе талантливому семнадцатилетнему футболисту. Свой первый матч за ташкентскую команду Федоров провел против пермской «Звезды». Первый же забитый гол Фёдорова оказался решающим.
В 1974, когда «Пахтакор» играл уже в высшей лиге чемпионата СССР, вошёл в список лучших футболистов СССР под № 2 в номинации «Центральные нападающие».
Выступал в ташкентском «Пахтакоре» в 1972—1979 годах. Всего в высшей лиге чемпионата СССР провёл 108 матчей, забил 26 мячей.
Первый матч за сборную СССР провёл в 18 лет в октябре 1974 года, выйдя на замену против сборной Ирландии в отборочном матче чемпионата Европы. В дальнейшем, независимо от смены тренеров сборной, привлекался к играм регулярно. Всего сыграл 18 матчей за первую команду и 7 матчей за олимпийскую, в которой забил 1 гол.
На 25-м году жизни погиб вместе с командой «Пахтакор» в авиакатастрофе над Днепродзержинском. Похоронен на Кладбище № 1 в Ташкенте.
В энциклопедии мирового футбола в 2002 году был назван одним из самых талантливых нападающих страны второй половины 70-х годов.

### Достижения
- Бронзовый призёр Олимпийских игр 1976 года в Монреале
- Чемпион Европы среди молодёжных команд 1976 года
- В списке лучших футболистов СССР — 2 раза (1974 — № 2, 1976 — № 3)
- Награждён медалью «Шухрат» (2006, посмертно)[2]

## Игровая характеристика
Быстрый, маневренный, нацеленный на ворота, отличался бойцовским характером, смело брал на себя инициативу в завершении атак, был силен в борьбе за верховые мячи. Выделялся оригинальным дриблингом, умел пробить по воротам без подготовки.

## Семья
Отец Иван Васильевич Фёдоров был футболистом, развивал футбол в п. Уртасарай. Мать Мария Фёдоровна Фёдорова. Жена — Светлана, расписались осенью 1977 года.